# Хет Хаутен
«Хет Ха́утен» (нидерл. Het Houten Stadion) — стадион в городе Амстердам, Нидерланды. Стадион был открыт в 1907 году и закрыт в 1934 году в связи с переездом футбольного клуба «Аякс» на новый стадион «Де Мер». В переводе с нидерландского Het Houten означает «Деревянный»: такое имя стадион получил из-за того, что трибуны были сделаны из древесины.

## История
Планы города, связанные со строительством квартир на севере Амстердама на территории района Амстердам-Норд, вынудили «Аякс» летом 1907 года переехать на новое место на восток Амстердама, футбольное поле в районе Амстердам-Норд служило «Аяксу» домашней ареной с 1900 года.
Новый стадион команды расположился рядом с Мидденвег, где раньше было два свободных поля. Стадион не имел трибун, раздевалки и возможности подключения воды, но территория была достаточной для строительства нескольких новых футбольных полей и что важнее всего, находился близко от города. Футболисты переодевались в кафе «Брокельманн» напротив стадиона. В этом месте и появились в 1911 году первые в истории «Аякса» трибуны; перед главной трибуной был выстроен променад, на котором проводились разного рода празднества. В 1926 году на стадионе возвели ещё две трибуны.
Во времена «золотой эры» клуба, 1930-е годы, «Аякс» выиграл 4 чемпионата страны подряд. В последнем матче лиги против роттердамского «Фейеноорда» 11 ноября 1934 года не было места даже для угловых ударов футболистов. 15 тысяч болельщиков встали по боковым линиям поля, чтобы поддержать свою команду.
В настоящее время на месте стадиона располагается площадь имени Христиана Гюйгенса и церковь Ватерграфсмер.